# 含EGF模块黏液素样激素受体
含EGF模块黏液素样激素受体或全称含表皮生长因子模块黏液素样激素受体（英语：Epidermal growth factor module-containing Mucin-like hormone Receptor），缩写为EMR，是G蛋白偶联受体密切相关的亚组。这些受体具有独特的混合结构，其中细胞外表皮生长因子（EGF）样结构域通过黏液素（又叫黏蛋白）样茎与G蛋白偶联受体结构域融合。EMR有四种标记为1-4的变体，每种变体均由单独的基因编码。这些受体主要在免疫系统细胞中表达并结合CD55等配体。